# Liste der Bodendenkmäler in Weiltingen
Auf dieser Seite sind die Bodendenkmäler in dem mittelfränkischen Markt Weiltingen zusammengestellt. Diese Tabelle ist eine Teilliste der Liste der Bodendenkmäler in Bayern. Grundlage ist die Bayerische Denkmalliste, die auf Basis des Bayerischen Denkmalschutzgesetzes vom 1. Oktober 1973 erstmals erstellt wurde und seither durch das Bayerische Landesamt für Denkmalpflege geführt wird. Die folgenden Angaben ersetzen nicht die rechtsverbindliche Auskunft der Denkmalschutzbehörde.

## Bodendenkmäler in Weiltingen

### Bodendenkmäler in der Gemarkung Frankenhofen
| Lage                    | Objekt | Akten-Nr.     | Bild |
| ----------------------- | --- | ------------- | ---- |
| Frankenhofen (Standort) | Grabhügel vorgeschichtlicher Zeitstellung.                                                                          | D-5-6928-0078 |      |
| Frankenhofen (Standort) | Siedlung der Urnenfelderzeit.                                                                                       | D-5-6928-0082 |      |
| Frankenhofen (Standort) | Siedlung des Neolithikums.                                                                                          | D-5-6928-0087 |      |
| Frankenhofen (Standort) | Grabenanlage vor- und frühgeschichtlicher Zeitstellung.                                                             | D-5-6928-0088 |      |
| Frankenhofen (Standort) | Mittelalterlicher Burgstall.                                                                                        | D-5-6928-0089 |      |
| Frankenhofen (Standort) | Siedlung des Neolithikums.                                                                                          | D-5-6928-0182 |      |
| Frankenhofen (Standort) | Mittelalterliche und frühneuzeitliche Befunde im Bereich der Evangelisch-Lutherischen Pfarrkirche St. Bartholomäus. | D-5-6928-0187 |      |
| Frankenhofen (Standort) | Mittelalterliche und frühneuzeitliche Befunde im Bereich der Evangelisch-Lutherischen Filialkirche.                 | D-5-6928-0189 |      |

### Bodendenkmäler in der Gemarkung Veitsweiler
| Lage                   | Objekt | Akten-Nr.     | Bild |
| ---------------------- | --- | ------------- | ---- |
| Veitsweiler (Standort) | Siedlung vor- und frühgeschichtlicher Zeitstellung oder des Mittelalters.                                   | D-5-6928-0144 |      |
| Veitsweiler (Standort) | Mittelalterliche und frühneuzeitliche Befunde im Bereich der Evangelisch-Lutherischen Pfarrkirche St. Veit. | D-5-6928-0191 |      |

### Bodendenkmäler in der Gemarkung Weiltingen
| Lage                  | Objekt | Akten-Nr.     | Bild |
| --------------------- | --- | ------------- | ---- |
| Weiltingen (Standort) | Mittelalterlicher Burgstall, frühneuzeitliches Schloss. | D-5-6928-0045 |      |
| Weiltingen (Standort) | Mittelalterliche Vorgängerbauten der Evangelisch-Lutherischen Pfarrkirche St. Peter. | D-5-6928-0046 |      |
| Weiltingen (Standort) | Teilstrecke des raetischen Limes. | D-5-6928-0047 |      |
| Weiltingen (Standort) | Wachtposten WP 13/8 des raetischen Limes. | D-5-6928-0048 |      |
| Weiltingen (Standort) | Wachtposten WP 13/9 des raetischen Limes. | D-5-6928-0049 |      |
| Weiltingen (Standort) | Wachtposten WP 13/10 des raetischen Limes. | D-5-6928-0050 |      |
| Weiltingen (Standort) | Wachtposten WP 13/11 des raetischen Limes. | D-5-6928-0051 |      |
| Weiltingen (Standort) | Wachtposten WP 13/12 des raetischen Limes. | D-5-6928-0052 |      |
| Weiltingen (Standort) | Viereckschanze der jüngeren Latènezeit. | D-5-6928-0056 |      |
| Weiltingen (Standort) | Freilandstation des Mesolithikums, Siedlung des Neolithikums, der Bronzezeit, Urnenfelder-, Späthallstatt- und Frühlatènezeit, Bestattungsplatz vor- und frühgeschichtlicher Zeitstellung. | D-5-6928-0057 |      |
| Weiltingen (Standort) | Siedlung der Latènezeit. | D-5-6928-0058 |      |
| Weiltingen (Standort) | Siedlung der Steinzeiten. | D-5-6928-0059 |      |
| Weiltingen (Standort) | Grabhügel der Hallstattzeit, Siedlung der römischen Kaiserzeit. | D-5-6928-0062 |      |
| Weiltingen (Standort) | Grabhügel der Vorgeschichte. | D-5-6928-0063 |      |
| Weiltingen (Standort) | Freilandstation des Mesolithikums, Siedlung der Späthallstatt- und Frühlatènezeit. | D-5-6928-0065 |      |
| Weiltingen (Standort) | Siedlung der Steinzeiten. | D-5-6928-0069 |      |
| Weiltingen (Standort) | Grabhügel vorgeschichtlicher Zeitstellung. | D-5-6928-0070 |      |
| Weiltingen (Standort) | Freilandstation des Mesolithikums. | D-5-6928-0071 |      |
| Weiltingen (Standort) | Freilandstation des Mesolithikums. | D-5-6928-0073 |      |
| Weiltingen (Standort) | Siedlung vor- und frühgeschichtlicher Zeitstellung. | D-5-6928-0075 |      |
| Weiltingen (Standort) | Siedlung des frühen Mittelalters. | D-5-6928-0126 |      |
| Weiltingen (Standort) | Mittelalterliche und frühneuzeitliche Befunde im Bereich der befestigten Marktsiedlung von Weiltingen.                                                                                     | D-5-6928-0164 |      |
| Weiltingen (Standort) | Mittelalterliche und frühneuzeitliche Ortsbefestigung von Weiltingen. | D-5-6928-0183 |      |
| Weiltingen (Standort) | Mittelalterliche und frühneuzeitliche Befunde im Bereich der Evangelisch-Lutherischen Friedhofskirche St. Leonhard.                                                                        | D-5-6928-0184 |      |
| Weiltingen (Standort) | Mittelalterliche und frühneuzeitliche Befunde im Bereich der unbefestigten Teile der Marktsiedlung von Weiltingen.                                                                         | D-5-6928-0204 |      |

### Bodendenkmäler in der Gemarkung Wittelshofen
| Lage                    | Objekt | Akten-Nr.     | Bild |
| ----------------------- | --- | ------------- | ---- |
| Wittelshofen (Standort) | Römisches Kastell. | D-5-6928-0079 |      |
| Wittelshofen (Standort) | Vicus und Gräberfeld der römischen Kaiserzeit, Siedlung vorgeschichtlicher Zeitstellung, der jüngeren Latènezeit und des Frühmittelalters. | D-5-6928-0080 |      |

### Bodendenkmäler in der Gemarkung Wörnitzhofen
| Lage                    | Objekt                                     | Akten-Nr.     | Bild |
| ----------------------- | ------------------------------------------ | ------------- | ---- |
| Wörnitzhofen (Standort) | Wachtposten WP 13/13 des raetischen Limes. | D-5-6928-0053 |      |
| Wörnitzhofen (Standort) | Wachtposten WP 13/14 des raetischen Limes. | D-5-6928-0054 |      |
| Wörnitzhofen (Standort) | Wachtposten WP 13/15 des raetischen Limes. | D-5-6928-0055 |      |
| Wörnitzhofen (Standort) | Teilstrecke des raetischen Limes.          | D-5-6928-0090 |      |
| Wörnitzhofen (Standort) | Teilstrecke des raetischen Limes.          | D-5-6928-0112 |      |